# Tomie: Another Face
Tomie: Another Face (富江 アナザーフェイス?, Tomie: anaza feisu) è un film del 1999, diretto da Toshirô Inomata, ispirato dall'omonimo manga di Junji Itō. È il secondo lungometraggio di una serie composta da altri sette film, iniziata nel 1999 con Tomie. Appartiene al V-Cinema, essendo uscito direttamente in home video e trasmesso subito in televisione. In America è stato trasmesso come mini-serie TV divisa in 3 puntate.

## Trama
Il film è composto da tre episodi:
Nel primo episodio, Tomie è una studentessa delle scuole superiori, il cui cadavere viene ritrovato sulla strada. Tomie torna in vita e incontra il suo fidanzato, che ha una relazione con un'altra studentessa. Intanto un misterioso uomo con una benda sull'occhio sinistro segue Tomie, fotografandola. Tomie viene attirata in una trappola e viene gettata dal tetto della scuola dai due ragazzi, che si recano a seppellire il suo corpo nel bosco. La mattina seguente, Tomie li attende sorridendo.
Nel secondo episodio un fotografo incontra Tomie, che intanto viene sempre seguita dal misterioso uomo con una benda sull'occhio, in un bar e si innamora perdutamente di lei, che somiglia incredibilmente a una sua ex ragazza. L'uomo inizia a fotografare Tomie e si accorge che nelle fotografie appare accanto alla ragazza il viso di un doppio malvagio. Sconvolto dalla scoperta, l'uomo affronta Tomie, che lo induce a ucciderla. Mentre si reca a seppellire il cadavere della ragazza, l'uomo viene aggredito da Tomie e riesce a scappare, ritrovandosi davanti la sua ex ragazza. Tomie lo raggiunge e lo getta da un dirupo, quindi fa un cenno di vittoria alla ragazza.
Nel terzo episodio Tomie sta ricevendo un anello dal suo fidanzato, quando è aggredita dal misterioso uomo con una benda sull'occhio. Riuscita a fuggire all'aggressione, Tomie convince il suo fidanzato ad affrontare il misterioso uomo e gli regala un coltello. Il ragazzo viene però facilmente disarmato dall'uomo, che rivela di essere un medico che durante un'autopsia ha assistito alla resurrezione di Tomie. Questa lo ha aggredito e gli ha cavato un occhio. L'uomo mostra al ragazzo le fotografie delle varie morti di Tomie, quindi gli porge un biglietto con il suo numero di telefono, e gli dice di chiamarlo per uccidere definitivamente Tomie. Il ragazzo si sveglia in un parco e inizia a cercare Tomie. Una volta scoperto che il ragazzo non ha ucciso l'uomo misterioso, Tomie getta l'anello e si allontana. Successivamente il ragazzo chiama l'uomo misterioso e si reca di fronte a un inceneritore, portando con sé Tomie, apparentemente svenuta. Una volta aperto il retro del furgone, Tomie si sveglia e incita il ragazzo a uccidere l'uomo. Questi lo disarma ancora una volta, quindi accoltella Tomie e la getta nell'inceneritore, bruciandola viva. Una volta aperto l'inceneritore, l'uomo e il ragazzo osservano le ceneri della ragazza, che improvvisamente si ricompongono e creano il viso di Tomie, che afferma che ogni sua singola cenere sarà la nuova Tomie.

## Collegamenti ad altre pellicole
- In una sequenza è visibile il poster di Blow-Up, diretto da Michelangelo Antonioni nel 1966.
- L'ambientazione, le musiche e alcune scene sono un chiaro riferimento a I segreti di Twin Peaks, serie televisiva diretta da David Lynch nel 1990. Da notare il ritrovamento del corpo di Tomie avvolto in un telo di plastica.

## Riferimenti al Manga originale
Essendo ambientato 10 anni dopo gli eventi del primo capitolo, le tre storie che compongono questa pellicola sono del tutto originali ma contengono chiari riferimenti al Manga originale:
Prima Storia:
- Il modo in cui Takashi uccide Tomie nella palestra della scuola è molto simile a come Yamazaki tenta di uccidere Tsukiko nel Manga.
- Tomie viene gettata dal tetto della scuola da Takashi, la posizione del corpo a terra ricorda quella del Manga dopo la caduta dal dirupo che la uccide per la prima volta.
- Le parole pronunciate da Miki e da Takashi a fine episodio ricordano molto quelle dette dai compagni di classe a Yamamoto (fidanzato di Tomie nel manga) prima di smembrare il corpo di Tomie.

Seconda Storia:
- Questa storia ha molti punti in comune con "The Painter", capitolo dedicato alla figura di Tomie ma non incluso nella raccolta ufficiale.
- La doppia faccia raffigurata nella foto fa riferimento al capitolo del Manga chiamato appunto "La Foto" ma anche al quadro deforme di "The Painter".
- Essendo ambientato 10 anni dopo il primo capitolo vi è fatto presente che esistono più Tomie, il finale è un chiaro riferimento al capitolo "Il Bacio".

Terza Storia:
- Il commissario Oota è molto simile, nell'aspetto, a Yamazaki. Invece di perdere l'occhio per mano di Tsukiko, lo perde a causa di Tomie appena tornata in vita nell'obitorio.
- Il fatto di bruciare Tomie per non farla tornare più in vita è un chiaro riferimento al finale de "La Foto" dove la testa demoniaca di Tomie ordina di bruciare quella umana prima che si svegli, come se fosse l'unica cosa in grado di fermarla.
- Il finale apocalittico richiama la morte di Yamazaki del manga, dove viene ucciso da infinite Tomie appena generate da ogni goccia di sangue caduta sul tappeto. Nel film le gocce di sangue sono sostituite dalle ceneri.